# Asma Al Thani
La cheikha Asma Al  Thani (arabe : أسماء آل ثاني (ʾAsmāʾ al-Thānī)) est une membre de la famille royale et alpiniste qatarienne. Elle est la première femme qatarienne à gravir l'Everest, le Lhotse, le Manaslu, le K2, l'Aconcagua et l'Ama Dablam. Elle est aussi la première personne qatarie à skier au pôle Nord et lors de son ascension du Manaslu, elle devient la première personne arabe à dépasser les 8000m d'altitude sans oxygène. Elle est à la tête du marketing du Comité olympique du Qatar.

## Biographie
En 2013, Al Thani trouve une liste de souhaits (en) écrite plusieurs années plus tôt dans laquelle elle fait la résolution de gravir une montagne. Elle commence à s'entraîner en alpinisme et en 2014, elle fait partie du groupe des premières femmes qatariennes ayant atteint le sommet du Kilimandjaro.
Le 21 avril 2018, Al Thani devient la première personne qatarienne à se rendre en ski au pôle Nord. Elle fait partie d'une expédition entièrement composée de femmes européennes et arabes, menée par Felicity Aston, la première femme à avoir traversé l'Antarctique sans assistance. Le magazine Grazia Qatar la nomme par conséquent femme de l'année.
En 2019, Al Thani devient la première femme qatarienne à gravir l'Aconcagua.
En 2021, Al Thani devient la première femme qatarienne à gravir l'Elbrouz, le Dhaulagiri, le Manaslu et l'Ama Dablam,. Lors de son ascension du Manaslu, elle devient la première personne arabe à atteindre un sommet de plus de 8 000 mètres d'altitude sans oxygène.
En 2022, elle gravit le massif Vinson et le Kangchenjunga. Le 27 mai 2022, elle atteint le sommet de l'Everest et y apporte le ballon officiel de la Coupe du monde de football 2022, organisée par son pays. Le lendemain, elle atteint le sommet du Lhotse. Le 17 juin, elle atteint le sommet du Denali, arrivant à six des Sept sommets, et en juillet de la même année elle gravit le K2.
Elle est la directrice du marketing et des communications du comité olympique du Qatar.